# Eric Swinkels
Eric Swinkels (Best, 30 marzo 1949) è un ex tiratore a volo olandese.
Ha partecipato a ben sei edizioni dei Giochi olimpici (1972, 1976, 1984, 1988, 1992 e 1996) ed è stato il portabandiera dei Paesi Bassi a Seul nell'edizione del 1988.

## Palmarès

### Olimpiadi
- 1 medaglia:
  - 1 argento (Montréal 1976 nello skeet)